# Medveczky Erika
Medveczky Erika (Budapest, 1988. június 19. –) nyolcszoros világbajnok magyar kajakozó.

## Pályafutása
A 2018-as hazai rendezésű világkupán az egyéni versenyszámban (K1 500m) hatodik helyen futott be, a csapatversenyszám (K4 500) harmadik helyen.
A 2018-as belgrádi Európa-bajnokságon a kajak négyes tagjaként elsőként ért célba, a Csipes Tamarával alkotta párosban második lett. A 2021-es poznańi Európa-bajnokságon Csipes Tamarával kajak kettes 1000 méteren aranyérmes lett.
A tokiói olimpián kajak kettesek 500 méteren Csipes Tamarával a 4. helyen végzett.
2022 februárjában a Ferencvároshoz igazolt.